# Hirotaka Uchizono
Hirotaka Uchizono (内薗 大貴 Uchizono Hirotaka?, Ibusuki, Kagoshima, 27 de abril de 1987) es un exfutbolista japonés que jugaba como centrocampista.

## Trayectoria

### Clubes
| Club                   | País  | Año       |
| ---------------------- | ----- | --------- |
| FC Kariya              | Japón | 2009      |
| Kagoshima United F. C. | Japón | 2010-2017 |
| Tegevajaro Miyazaki    | Japón | 2018-2023 |